# Sitovo (obchtina)
Pour les articles homonymes, voir Sitovo.
Sitovo (bulgare : Ситово) est une obchtina de l'oblast de Silistra en Bulgarie.